# Surrey (graafschap)
Surrey is een shire-graafschap (non-metropolitan county OF county) in de Engelse regio South East England en telt 1,2 miljoen inwoners (2017). De oppervlakte bedraagt 1670 km².
De hoofdplaats is Guildford, maar het Surrey County Council resideert in Reigate. In 2020 werd de bestuurszetel verplaatst naar Reigate. Het vroegere bestuurlijke centrum was Kingston upon Thames, dat nu echter tot Greater London behoort.
Surrey bestaat uit vruchtbaar heuvelland met in het noorden krijtheuvels (de North Downs met als hoogste punt Box Hill, 182 m) en in het zuiden zandsteenheuvels (hoogste punt Leith Hill, 320 m).
De landbouw, tuinbouw en veeteelt zijn vooral gericht op de afzet in Londen. Surrey is een belangrijk overloopgebied voor Londen en er zijn vele forenzenplaatsen ontstaan. Ook heeft het een functie als recreatiegebied voor Londen en dient het als groenstrook voor de agglomeratie.

## Overzicht districten
| Lokaal bestuurde gebieden en plaatsen | Lokaal bestuurde gebieden en plaatsen |
| Nr.                                   | District                              |
| ------------------------------------- | ------------------------------------- |
| 1                                     | Spelthorne                            |
| 2                                     | Runnymede                             |
| 3                                     | Surrey Heath                          |
| 4                                     | Woking                                |
| 5                                     | Elmbridge                             |
| 6                                     | Guildford                             |
| 7                                     | Waverley                              |
| 8                                     | Mole Valley                           |
| 9                                     | Epsom and Ewell                       |
| 10                                    | Reigate and Banstead                  |
| 11                                    | Tandridge                             |

| Detailkaart |
| ----------- |
|             |

## Plaatsen
Enkele plaatsen zijn:
- Guildford met 66.773 inwoners
- Woking met 62.796 inwoners
- Ewell met 39.994 inwoners
- Camberley met 30.155 inwoners
- Ashford, Epsom, Farnham en Redhill tussen de 25.000 en 30.000 inwoners

Bedfordshire · Berkshire · City of Bristol · Buckinghamshire · Cambridgeshire · Cheshire · Cornwall · Cumbria · Derbyshire · Devon · Dorset · Durham · East Riding of Yorkshire · East Sussex · Essex · Gloucestershire · Greater London · Greater Manchester · Hampshire · Herefordshire · Hertfordshire · Isle of Wight · Kent · Lancashire · Leicestershire · Lincolnshire · City of London · Merseyside · Norfolk · Northamptonshire · Northumberland · North Yorkshire · Nottinghamshire · Oxfordshire · Rutland · Shropshire · Somerset · South Yorkshire · Staffordshire · Suffolk · Surrey · Tyne and Wear · Warwickshire · West Midlands · West Sussex · West Yorkshire · Wiltshire · Worcestershire
Overig: Stedelijke en niet-stedelijke graafschappen · Traditionele graafschappen
Bath and North East Somerset* · Bedfordshire · Berkshire · Blackburn & Darwen* · Blackpool* · Bournemouth* · Brighton & Hove* · Bristol* · Buckinghamshire · Cambridgeshire · Cheshire · Cornwall · Cumbria · Darlington* · Derby* · Derbyshire · Devon · Dorset · Durham · East Riding of Yorkshire* · East Sussex · Essex · Gloucestershire · Greater London · Greater Manchester · Halton* · Hampshire · Hartlepool* · Herefordshire* · Hertfordshire · Hull* · Isle of Wight* · Kent · Lancashire · Leicester* · Leicestershire · Lincolnshire · Luton* · Medway* · Merseyside · Middlesbrough* · Milton Keynes* · Norfolk · Northamptonshire · Northumberland · North East Lincolnshire* · North Lincolnshire * · North Somerset* · North Yorkshire · Nottingham* · Nottinghamshire · Oxfordshire · Peterborough* · Plymouth* · Poole* · Portsmouth* · Redcar & Cleveland* · Rutland* · Shropshire · Somerset · Southend-on-Sea* · Southampton* · South Gloucestershire* · South Yorkshire · Staffordshire · Stockton-on-Tees* · Stoke-on-Trent* · Suffolk · Surrey · Swindon* · Telford & Wrekin* · Thurrock* · Torbay* · Tyne & Wear · Warrington* · Warwickshire · West Midlands · West Sussex · West Yorkshire · Wiltshire · Worcestershire · York* 
Overig: Ceremoniële graafschappen · Traditionele graafschappen
Bedfordshire · Berkshire · Buckinghamshire · Cambridgeshire · Cheshire · Cornwall · Cumberland · Derbyshire · Devon · Dorset · Durham · Essex · Gloucestershire · Hampshire · Herefordshire · Hertfordshire · Huntingdonshire · Kent · Lancashire · Lincolnshire · Leicestershire · Middlesex · Norfolk · Northamptonshire · Northumberland · Nottinghamshire · Oxfordshire · Rutland · Shropshire · Somerset · Staffordshire · Suffolk · Surrey · Sussex · Warwickshire · Westmorland · Wiltshire · Worcestershire · Yorkshire
Overig: Stedelijke en niet-stedelijke graafschappen · Traditionele graafschappen